# エコー・チェンバー
エコー・チェンバー（英語: echo chamber）は、音の録音をおこなうために使われる残響室。エコー・ルーム（英語: echo room）とも呼ばれ、反響音などの録音に用いられる。電気・電子的な機器を使い人工的に同じ効果を得ることも行われるようになった。
日本語では、「反響室」と訳されることがある。

## 概要
物理的空間としてのエコー・チェンバーは、音響実験室としての残響室と同様に、音を反射する硬いコンクリートやタイルなどで内装を処理した部屋それぞれに個性があり、たくさんのエコー・チェンバーを擁する録音スタジオにおいては、エンジニアが個々のエコー・チェンバーの個性によって使い分けをすることもある。
エコー・チェンバーは、1930年代から設置されるようになり、1970年代までは盛んに使用されていた。
ロサンゼルスのキャピトル・スタジオやRCAスタジオには、それぞれ8室のエコー・チェンバーが設けられている。